# Quantula striata
Quantula striata е вид средноголямо тропическо и сухоземно коремоного мекотело от семейство Dyakiidae.

## Разпространение и местообитание
Видът е разпространен в Сингапур, Малайзия, Камбоджа, Филипини, Фиджи и някои от островите от архипелага Риау.

## Описание
Черупката е кафява и с дясновъртяща се спирала. При възрастен екземпляр достига размери от 16–27 mm.